# Eveline Hasler
Eveline Hasler (Glaris, 22 de marzo de 1933) es una escritora suiza.

## Biografía
Estudió psicología e historia en la universidad de Friburgo y en París. Después trabajó como profesora en San Galo. En las décadas de 1960 y 1970 publicó literatura infantil y juvenil, además de narrativa y lírica para adultos. La temática de sus novelas suele ser la historia de Suiza. Su obra ha sido premiada muchas veces y ha sido traducida a doce idiomas.
Es miembro de la asociación Autorinnen und Autoren der Schweiz y del PEN Club Internacional. Su legado se encuentra en el Archivo Literario Suizo de Berna. Reside en el cantón del Tesino.

## Reconocimientos
- Schweizer Kinder- und Jugendmedienpreis por su obra "ZEUS" (1978)
- Einzelwerkspreis de la Fundación Schiller Suiza (1980)
- Homenaje de la ciudad de Zúrich (1988)
- Premio Literario Schubart (1989)
- Buchpreis de la ciudad de Zúrich (1991)
- Premio Droste (1994)
- Kulturpreis der Stadt St. Gallen (1994)
- Premio Justinus Kerner de la ciudad de Weinsberg (1999)
- Beca de la Calwer Hermann-Hesse-Stiftung (2001)
- Doctora honoris causa por la Universidad de Berna (2012)

## Obra

### Novelas
- Anna Göldin. Letzte Hexe (1982), traducción al español por José Aníbal Campos, Anna Göldin, la última bruja, Barcelona, Vegueta Ediciones, 2023
- Ibicaba. Das Paradies in den Köpfen (1985)
- Der Riese im Baum (1988)
- Die Wachsflügelfrau (1991)
- Der Zeitreisende. Die Visionen des Henry Dunant (1994)
- Die Vogelmacherin. Die Geschichte von Hexenkindern (1997)
- Aline und die Erfindung der Liebe (2000)
- Tells Tochter. Julie Bondeli und die Zeit der Freiheit (2004)
- Stein bedeutet Liebe. Regina Ullmann und Otto Gross (2007)
- Mit dem letzten Schiff: Der gefährliche Auftrag von Varian Fry (2013)
- Stürmische Jahre: Die Manns, die Riesers, die Schwarzenbachs (2015)

### Literatura infantil y juvenil
- Stop, Daniela! sowie Die Eidechse mit den Similisteinen und andere Erzählungen (1962)
- Ferdi und die Angelrute (con ilustraciones de Robert Wyss, 1963)
- Adieu Paris, adieu Catherine (1966)
- Komm wieder, Pepino (1967)
- Die seltsamen Freunde (1970)
- Der Sonntagsvater (1973)
- Ein Baum für Filippo (con ilustraciones de Józef Wilkoń, 1973)
- Unterm Neonmond (1974)
- Der Zauberelefant (junto con Antonella Bolliger-Savelli, 1974)
- Denk an mich, Mauro (1975)
- Der Buchstabenkönig und die Hexe Lakritze (con ilustraciones de Peter Sis, 1977)
- Dann kroch Martin durch den Zaun (junto con Dorothea Desmarowitz, 1977)
- Die Insel des blauen Arturo (1978)
- Die Hexe Lakritze und Rino Rhinozeros (1979)
- Denk an den Trick, Nelly (1980)
- Der Buchstabenkönig (1981)
- Hexe Lakritze (con ilustraciones de Hans Poppel, 1981)
- Jahre mit Flügeln (1981)
- Das kleine Auto Jukundus (1981)
- Die Katze Muhatze und andere Geschichten (1983)
- Elisabeth von Thüringen (con ilustraciones de Antonella Bolliger-Savelli, 1983)
- Der wunderbare Ottokar (con ilustraciones de Edith Schindler, 1983)
- Im Winterland (1984)
- Der Buchstabenvogel (1984)
- Un montón de nadas (1984)
- Die Pipistrellis (junto con Józef Wilkoń, 1985)
- Der Buchstabenclown (con ilustraciones de Rolf Rettich, 1985)
- Das Schweinchen Bobo (con ilustraciones de Maren Briswalter, 1986)
- Der Buchstabenräuber (con ilustraciones de Rolf Rettich, 1987)
- Die Blumenstadt (junto con Štěpán Zavřel, 1987)
- Im Traum kann ich fliegen (1988)
- Babas große Reise (con ilustraciones de Maren Briswalter, 1989)
- Ottilie Zauberlilie (1990)
- So ein Sausen ist in der Luft (1992)
- Die Schule fliegt ins Pfefferland (con ilustraciones a color de Maren Briswalter, 1993)
- Die Buchstabenmaus (con ilustraciones de Lilo Fromm, 1994)
- Die Riesin (1996)
- Hexe Lakritze und die Zauberkugel (2006)
- Die Nacht im Zauberwald (2006)
- Schultüten-Geschichten (con ilustraciones de Karoline Kehr, 2007)

### Otros
- Novemberinsel (relatos, 1979)
- Freiräume (poesía, 1982)
- Dass jemand kommt... (poesía, 1986)
- Auf Wörtern reisen (1993)
- Von Rändern kommt Erneuerung (1995)
- Der Jubiläums-Apfel und andere Notizen vom Tage (1998)
- Die namenlose Geliebte. Geschichten und Gedichte (1999)
- Sätzlinge (poesía, 2000)
- Spaziergänge durch mein Tessin. Landschaft, Kultur und Küche (2002)
- Engel im zweiten Lehrjahr (2009)
- Und werde immer Ihr Freund sein. Hermann Hesse, Emmy Hennings, Hugo Ball (2010)
- Der Engel und das schwarze Herz (2012)

### Audiolibros
- Die Signora, ihr Palazzo und die Musik (2000)
- Die Felshöhle des jungen Hermann Hesse – Literarische Spurensuche im Tessin (2002)
- Klick, klick, ihr Sätzlinge (2009)

### Televisión/películas/vídeo
- Die Achterbahn (1980)
- Die Hexe Lakritze (1983)
- Peppino (1983)
- Anna Göldin – Letzte Hexe (1991)